# Yield
Yield — пятый студийный альбом американской рок-группы Pearl Jam, вышедший 3 февраля 1998 года на лейбле Epic Records. После короткого промотура для своего предыдущего альбома, No Code, Pearl Jam записали Yield в течение 1997 года в студии Litho и Studio X в Сиэтле. Альбом был провозглашён как возвращение к раннему, простому звучанию группы. Альбом отличается вкладом всей группы в сочинение песен, а не только фронтмена Эдди Веддера. Лирика в Yield более позитивная по сравнению с прошлым альбомом.
Диск дебютировал на 2-м месте в американском чарте Billboard 200, но в отличие от No Code, который после выпуска быстро вышел из чартов, Yield в конечном счёте превзошёл своего предшественника. Это связано и с тем, что группа более ответственно отнеслась к раскрутке нового альбома, вернувшись к полномасштабным гастролям и выпуску клипов (на «Do The Evolution»). Запись в США была сертифицирована как платиновая по RIAA. Yield стал последней работой с ударником Джеком Айронсом, который покинул группу во время тура в поддержку альбома.

## Запись
Для записи своего пятого альбома Pearl Jam снова сотрудничали с продюсером Бренданом О’Брайеном. Yield был записан в 1997 году в Сиэтле в Studio X и студии Litho, принадлежащей Стоуну Госсарду. Альбом был смикширован О’Брайеном в его студии Southern Tracks в Атланте. Альбом стал последним сотрудничеством с О’Брайеном на несколько лет. Они не будут работать вместе, пока Брендана не пригласят сделать ремикс на дебютный альбом Ten в 2008 году и продюсировать Backspacer в 2009.
В первую очередь альбом отличается совместным вкладом всей группы в написание песен. Принять участие в написании материала предложил Джефф Амент в конце сессий для No Code. Он высказал мысль о том, что если все займутся новыми песнями, то Веддеру будет спокойнее писать свои песни, потому что он не будет стеснён временными рамками.

## Композиция
В целом звук на Yield напоминает ранние работы группы. Госсард сказал: «Песни немного структурированы. Я не знаю, возможно это немного попсово, но тогда нам казалось, что это более профессионально». О’Брайен отметил, что во время сессий Yield группа сделала сознательное усилие, чтобы создать более доступные песни. Том Синклер из Entertainment Weekly заявил, что альбом получился «сплочённее, чем дебютный Ten». Было отмечено, что «Given to Fly», первый сингл альбома, похож на «Going to California» группы Led Zeppelin из культового альбома 1971 года Led Zeppelin IV.
О текстах песен в Yield Веддер сказал, что в то время как «в прошлом мы были сердитыми и грустили из-за многих вещей в наших песнях», он считал, что, когда «вы взрослеете, вы понимаете, что можно выразить энергию по-другому, более спокойно». Это привело к написанию песен, в которых мы не сторонились «плохой стороны жизни», а «смотрели с более позитивной точки зрения, искали способ решения проблем. Раньше мы сказали бы, что это дерьмо, это воняет, это отстой, всё отстой, но теперь пришло время сказать о том, что это надо остановить. Давайте искать решение проблем, давайте быть позитивными». Несколько песен в альбоме были вдохновлены литературными произведениями, в том числе романом «Мастер и Маргарита» Михаила Булгакова («Pilate»), романом «Измаил» Дэниэла Куинна («Do the Evolution»), трудами Чарльза Буковски («In Hiding)». Госсард написал слова для песен «No Way» и «All Those Yesterdays», а Амент, пробуя себя в лирике — для песен «Pilate» и «Low Light».

## Список композиций
| №   | Название               | Длительность |
| --- | ---------------------- | ------------ |
| 1.  | «Brain of J.»          | 2:59         |
| 2.  | «Low Light»            | 3:46         |
| 3.  | «In Hiding»            | 4:59         |
| 4.  | «Push Me, Pull Me»     | 2:27         |
| 5.  | «All Those Yesterdays» | 7:45         |
| 6.  | «Faithfull»            | 4:18         |
| 7.  | «No Way»               | 4:19         |
| 8.  | «Given 2 Fly»          | 4:00         |
| 9.  | «Wishlist»             | 3:26         |
| 10. | «Pilate»               | 3:00         |
| 11. | «Do The Evolution»     | 3:53         |
| 12. | «(Red Dot)»            | 1:06         |
| 13. | «MFC»                  | 2:27         |

## Чарты и сертфиикации
| Чарт(1998)                | Позиция |
| ------------------------- | ------- |
| Australian Albums Chart   | 1       |
| Austrian Albums Chart     | 4       |
| Belgian Albums Chart (Vl) | 3       |
| Belgian Albums Chart (Wa) | 34      |
| Canadian Albums Chart     | 2       |
| Danish Albums Chart       | 9       |
| Dutch Albums Chart        | 4       |
| Finnish Albums Chart      | 4       |
| French Albums Chart       | 6       |
| German Albums Chart       | 4       |
| Hungarian Albums Chart    | 8       |
| Irish Albums Chart        | 4       |
| Italian Albums Chart      | 2       |
| Japanese Albums Chart     | 24      |
| Mexican Albums Chart      | 1       |
| New Zealand Albums Chart  | 1       |
| Norwegian Albums Chart    | 1       |
| Portuguese Albums Chart   | 2       |
| Spanish Albums Chart      | 4       |
| Swedish Albums Chart      | 3       |
| Swiss Albums Chart        | 6       |
| UK Albums Chart           | 7       |
| US Billboard 200          | 2       |

| Страна        | Сертификация  |
| ------------- | ------------- |
| Australia     | Платиновый    |
| Canada        | 2× Платиновый |
| Poland        | Золотой       |
| UK            | Золотой       |
| United States | Платиновый    |

| 1998                                    | «Given to Fly»     | 21 | 1  | 3  | 13 | 24 | 5 | 67 | 18 | 36 | 6 | 12 | 29 | 39 | 12 |
| 1998                                    | «Wishlist»         | 47 | 6  | 6  | 48 | —  | — | —  | —  | —  | — | —  | —  | —  | 30 |
| 1998                                    | «In Hiding»        | —  | 14 | 13 | —  | —  | — | —  | —  | —  | — | —  | —  | —  | —  |
| 1998                                    | «Do the Evolution» | —  | 40 | 33 | —  | 50 | — | —  | —  | —  | — | —  | —  | —  | —  |
| «—» означает что сингл не попал в чарт. |                    |    |    |    |    |    |   |    |    |    |   |    |    |    |    |